# Darfo Boario Terme
Darfo Boario Terme est une commune italienne de la province de Brescia, dans la région Lombardie.

## Administration
| Période                                  | Période | Identité | Étiquette | Qualité |
| ---------------------------------------- | ------- | -------- | --------- | ------- |
|                                          |         |          |           |         |
| Les données manquantes sont à compléter. |         |          |           |         |

### Hameaux
Darfo, Corna, Boario Terme, Montecchio, Erbanno, Gorzone, Angone, Pellalepre, Fucine, Bessimo, Capo di Lago

### Communes limitrophes
Angolo Terme, Artogne, Esine, Gianico, Piancogno, Rogno